# Le Loup-garou (Tourgueniev)
Le Loup-garou est une nouvelle d'Ivan Tourgueniev parue dans la revue russe Le Contemporain en 1848. 
La nouvelle fait partie du recueil Mémoires d'un chasseur. La nouvelle décrit la vie misérable d'un garde forestier et d'un paysan.

## Résumé
Surpris au retour de la chasse par un orage, le narrateur se voit offrir l’hospitalité par Thomas Kouzmitch, le garde forestier aussi surnommé le Loup-garou. Il vit seul dans une masure sans confort avec Juliette, sa fille de douze ans, et un bébé, sa femme étant partie avec un autre.
L’orage finissant, le Loup-garou entend le bruit d’une cognée au loin. Quelqu’un vole du bois. Il doit aller l’arrêter ; le chasseur l’accompagne. Ils surprennent un pauvre paysan. Le Loup-garou l’attache et le ramène chez lui. Le paysan jure que c’est la misère qui l'a poussé à commettre son méfait. Il supplie, trépigne, s’enflamme, il veut mourir, il insulte, et, contre toute attente, le Loup-garou le relâche et prie le chasseur de n’en rien dire.

## Édition française
- Le biriouk, traduit par Ely Halpérine-Kaminsky, dans Récits d'un chasseur, Paris, Éditions Albin Michel, 1893.
- Le Loup-garou, traduit par Françoise Flamant, Éditions Gallimard, Bibliothèque de la Pléiade, 1981  (ISBN 978 2 07 010980 7).